# Vinegar Hill Township
Die Vinegar Hill Township ist eine von 23 Townships im Jo Daviess County im äußersten Nordwesten des US-amerikanischen Bundesstaates Illinois.

## Geografie
Die Vinegar Hill Township liegt im Nordwesten von Illinois an der Grenze zu Wisconsin. Der Osten der Township wird von einem kleinen Abschnitt des Galena River durchflossen. Die Grenze zu Iowa, die vom Mississippi gebildet wird, befindet sich rund 20 km westlich.
Die Vinegar Hill Township liegt auf 42°28′39″ nördlicher Breite und 90°27′00″ westlicher Länge und erstreckt sich über 35,99 km².
Die Vinegar Hill Township grenzt innerhalb des Jo Daviess County im Osten an die Council Hill Township, im Südosten an die East Galena Township, im Süden an die Rawlins Township und im Westen an die Menominee Township.

## Verkehr
Durch die Vinegar Hill Township verläuft in Nord-Süd-Richtung die Illinois State Route 84, die hier auf eine Reihe untergeordneter Straßen trifft.

Die nächstgelegenen Flugplätze sind der rund 35 km westlich in Iowa gelegene Dubuque Regional Airport und der rund 25 km nördlich in Wisconsin gelegene Platteville Municipal Airport.

## Bevölkerung
Bei der Volkszählung im Jahr 2010 hatte die Township 364 Einwohner.
In der Township gibt es lediglich einzelne Gebäude. Kommunen oder andere Siedlungen existieren nicht.